# Juegos Deportivos Nacionales de Chile de 2017
Los Juegos Deportivos Nacionales de Chile de 2017 fueron la tercera edición de los juegos multidisciplinarios interregionales de aquel país. Se disputaron en la Región del Bío-Bío, siendo la primera vez que salen de la Región Metropolitana de Santiago.
Se desarrollaron entre el 7 y el 20 de mayo de 2017 y fueron los III Juegos Deportivos Nacionales y los II Paranacionales.
Las disciplinas convencionales que se disputaron en estos juegos fueron atletismo, balonmano, gimnasia artística, gimnasia rítmica, levantamiento de pesas, judo, karate y taekwondo. Por su parte, en los Paranacionales se presentaron el atletismo, básquetbol en silla de ruedas, goalball y tenis de mesa.
La región que se ubicó primera en el medallero fue la Metropolitana con un total de 122 medallas, de las cuales 57 fueron de oro. Por su parte los locales se ubicaron segundos con 89 medallas (33 doradas).

## Medallero
| Núm. | Región             | Oro | Plata | Bronce | Total |
| ---- | ------------------ | --- | ----- | ------ | ----- |
| 1    | Metropolitana      | 57  | 42    | 23     | 122   |
| 2    | Bío-Bío            | 33  | 26    | 30     | 89    |
| 3    | Araucanía          | 26  | 17    | 22     | 65    |
| 4    | Coquimbo           | 18  | 16    | 20     | 54    |
| 5    | Valparaíso         | 11  | 22    | 26     | 59    |
| 6    | Maule              | 11  | 15    | 19     | 45    |
| 7    | Tarapacá           | 10  | 14    | 18     | 42    |
| 8    | Los Lagos          | 9   | 7     | 5      | 21    |
| 9    | Arica y Parinacota | 6   | 5     | 10     | 21    |
| 10   | Magallanes         | 4   | 2     | 9      | 15    |
| 11   | O'Higgins          | 3   | 11    | 9      | 23    |
| 12   | Aysén              | 3   | 4     | 4      | 11    |
| 13   | Atacama            | 3   | 3     | 4      | 10    |
| 14   | Los Ríos           | 2   | 9     | 15     | 26    |
| 15   | Antofagasta        | 1   | 4     | 15     | 20    |